# Callosciurus albescens
Callosciurus albescens es una especie de roedor de la familia Sciuridae.

## Distribución geográfica
Es endémica del norte de Sumatra (Indonesia).

## Taxonomía
Medway (1977) considera a C. albescens como una especie mientras que Corbet y Hill (1992) son de la opinión que es una subespecie de Callosciurus notatus (C. n. albescens). Por otro lado, para Thorington et al. (2012) es una subespecie en camino de convertirse una nueva especie.